# Cardiophorus abora
Cardiophorus abora là một loài bọ cánh cứng trong họ Elateridae. Loài này được Wurst & Cate miêu tả khoa học năm 1994.